# Eurolliga de bàsquet
L'Eurolliga (Euroleague, en anglès, i Turkish Airlines Euroleague per motius de patrocini) és l'actual màxima competició de clubs de bàsquet d'Europa i està organitzada per la Unió de Lligues Europees de Basquetbol (ULEB) des del seu naixement durant la temporada 2000-2001, agafant el relleu de la desapareguda Copa d'Europa de bàsquet. En aquell moment, les associacions de clubs espanyols, italians i grecs van impulsar una ruptura amb la Federació Internacional de Bàsquet (FIBA), organitzadora de la històrica Copa d'Europa, per crear una nova competició en el marc de la ULEB (que la gestiona mitjançant l'empresa Euroleague S.L.) i, així, intentar obtenir majors ingressos econòmics.
Al novembre de 2004 va començar una nova etapa per a l'Eurolliga, ja que la ULEB i la FIBA van resoldre els seus conflictes. Un dels acords aconseguits va ser el reconeixement de l'Eurolliga com a màxim torneig europeu de clubs per part de la FIBA Europa.
Des del 2010 la competició s'anomena Turkish Airlines Euroleague a causa de l'acord de patrocini amb la companyia Turkish Airlines.

## Història

### 1957-2000: Copa d'Europa
La Copa d'Europa de bàsquet és una extinta competició creada per la FIBA durant la temporada 1957-1958 a imatge i semblança de la de futbol. Originàriament, enfrontava als campions de lliga de cadascun dels països europeus inscrits a la FIBA.

### 2001: Escissió
Durant l'any 2000, un important sisme va sacsejar els fonaments del bàsquet europeu. Els grans clubs professionals del continent, liderats pels espanyols, els italians i els grecs, agrupats a la ULEB, es van separar de la FIBA amb el propòsit d'organitzar una nova Eurolliga amb criteris més moderns de gestió. Aquests clubs volien rebre més ingressos procedents dels drets de transmissió per televisió i de merchandise que els que els oferia la FIBA.
Davant la falta d'acord entre la FIBA i la ULEB, va desaparèixer la històrica Copa d'Europa i durant la temporada 2000-2001 van néixer dues competicions paral·leles que van lluitar per recollir el testimoni: l'oficialista i successora Supralliga i l'escindida i nova Eurolliga.
Els clubs es van inscriure en una i una altra competició segons els seus interessos. La major part d'espanyols, italians, grecs i francesos van prendre part a l'Eurolliga, mentre que la majoria de russos, israelians i de l'est d'Europa van optar per la Supralliga.
Durant la temporada 2001-2002 els equips pertanyents a la Supralliga van entrar a formar part de l'Eurolliga, quedant una única competició.

### 2006: Harmonització
Els cinc anys de ruptura en el bàsquet europeu van ser perjudicials tant per a la FIBA com per a la ULEB i els clubs que van prendre part a les seves competicions.
Per això, durant el novembre de 2004, els màxims dirigents de la ULEB i FIBA Europa van acordar finalment la compatibilització dels seus respectius tornejos de cara a la següent temporada.
D'aquesta manera, FIBA Europa es va comprometre a administrar i impulsar totes les competicions de clubs europees (reanomenant la seva Lliga Europea com a Eurocopa) al mateix temps que reconeixia oficialment a la ULEB com ens organitzador de l'Eurolliga i la Copa ULEB. A més, el màxim organisme federatiu europeu va limitar a 48 el nombre de participants en els tornejos de la ULEB i va passar a gestionar en exclusiva les normatives d'elegibilitat dels jugadors, els traspassos i els controls antidopatge.
La ULEB es va reservar l'opció de subscriure contractes perquè alguns clubs participin en les seves competicions durant un nombre determinat de temporades independentment dels resultats esportius que hagin tingut.
L'acord també va preveure el compromís d'harmonització del calendari internacional perquè els partits oficials de les seleccions nacionals no perjudiquin els interessos dels membres de la ULEB.

## Format de competició
L'abril de 2016 l'Eurolliga va fer públic el nou format de competició, que s'aplicarà a partir de la temporada 2016-17. En aquest nou format hi participaran 16 equips, i consistirà en una lliga regular de 30 jornades en què cadascun dels equips jugarà dos partits contra la resta d'equips. Una vegada s'hagin disputat les 30 jornades, els vuit primers classificats de la lliga regular disputaran una eliminatòria i els quatre vencedors de les eliminatòries es classificaran per la final a 4, el vencedor del qual serà proclamat campió.
De cara a la temporada 2019-20 la competició s'amplia de 16 a 18 equips i de 30 a 34 jornades.

## Historial

### 1958-1965: Copa d'Europa FIBA. Finals a doble partit
| Temporada | Seu           | Campió         | Resultat            | Finalista        | Màxim anotador            |
| --------- | ------------- | -------------- | ------------------- | ---------------- | ------------------------- |
| 1958      | Riga/Sofia    | ASK Riga       | 86-81, 84-71        | Academik Sofija  | Radev (19)                |
| 1959      | Riga/Sofia    | ASK Riga       | 79-58, 69-67        | Academik Sofija  | Kruminsh (29)             |
| 1960      | Tbilisi/Riga  | ASK Riga       | 86-81, 84-71        | Dinamo Tbilisi   | Kruminsh (21)             |
| 1961      | Riga/Moscou   | CSKA Moscou    | 87-62, 61-66        | ASK Riga         | Zubkov (21)               |
| 1962      | Ginebra       | Dinamo Tbilisi | 90-83               | Reial Madrid     | Wayne Hightower (30)      |
| 1963      | Madrid/Moscou | CSKA Moscou    | 69-86, 91-74, 99-80 | Reial Madrid     | Emiliano Rodríguez (21)   |
| 1964      | Brno/Madrid   | Reial Madrid   | 99-110, 84-64       | Spartak ZJS Brno | Emiliano Rodríguez (29,5) |
| 1965      | Moscou/Madrid | Reial Madrid   | 81-88, 76-62        | CSKA Moscou      | Clifford Luyk (24)        |

### 1966-1987: Copa d'Europa FIBA. Finals a partit únic
| Temporada | Seu        | Campió               | Resultat | Finalista               | Màxim anotador                  |
| --------- | ---------- | -------------------- | -------- | ----------------------- | ------------------------------- |
| 1966      | Bolonya    | Olimpia Milano       | 77-72    | Slavia Praha            | Jiri Zidek (22)                 |
| 1967      | Madrid     | Reial Madrid         | 91-83    | Olimpia Milano          | Steve Chubin (34)               |
| 1968      | Lió        | Reial Madrid         | 98-95    | Spartak Brno            | Miles Ajken (26)                |
| 1969      | Barcelona  | CSKA Moscou          | 103-99   | Reial Madrid            | Vladimir Andreev (37)           |
| 1970      | Sarajevo   | Pallacanestro Varese | 79-74    | CSKA Moscou             | Sergey Belov (21)               |
| 1971      | Anvers     | CSKA Moscou          | 69-53    | Pallacanestro Varese    | Sergey Belov (24)               |
| 1972      | Tel-Aviv   | Pallacanestro Varese | 70-69    | KK Split (Jugoplastika) | Petar Skansi (26)               |
| 1973      | Lieja      | Pallacanestro Varese | 71-66    | CSKA Moscou             | Sergey Belov (36)               |
| 1974      | Nantes     | Reial Madrid         | 84-82    | Pallacanestro Varese    | Dino Meneghin (25)              |
| 1975      | Anvers     | Pallacanestro Varese | 79-66    | Reial Madrid            | Bob Morse (30)                  |
| 1976      | Ginebra    | Pallacanestro Varese | 81-74    | Reial Madrid            | Bob Morse (28)                  |
| 1977      | Belgrad    | Maccabi Tel Aviv     | 78-77    | Pallacanestro Varese    | Jim Boatwright (26)             |
| 1978      | Múnic      | Reial Madrid         | 75-67    | Pallacanestro Varese    | Walter Szczerbiak (25)          |
| 1979      | Grenoble   | Bosna Sarajevo       | 96-93    | Pallacanestro Varese    | Zarko Varajic (45)              |
| 1980      | Berlín     | Reial Madrid         | 89-85    | Maccabi Tel Aviv        | Earl Williams (31)              |
| 1981      | Estrasburg | Maccabi Tel Aviv     | 85-79    | Virtus Bologna          | Marco Bonamico (26)             |
| 1982      | Colònia    | Pallacanestro Cantú  | 86-80    | Maccabi Tel Aviv        | Bruce Flowers (23)              |
| 1983      | Grenoble   | Pallacanestro Cantú  | 69-68    | Olimpia Milano          | W. Bryant i Antonello Riva (28) |
| 1984      | Ginebra    | Virtus Roma          | 79-73    | FC Barcelona            | Epi (31)                        |
| 1985      | Atenes     | Cibona Zagreb        | 87-78    | Reial Madrid            | Drazen Petrovic (36)            |
| 1986      | Budapest   | Cibona Zagreb        | 84-82    | Zalgiris Kaunas         | Arvydas Sabonis (27)            |
| 1987      | Lausana    | Olimpia Milano       | 71-69    | Maccabi Tel Aviv        | Lee Johnson (24)                |

### 1988-2000: Copa d'Europa FIBA. Final Four
| Temporada | Seu       | Final                     | Final    | Final                     | Final             |                       | Semi-finalistes   | Semi-finalistes |
| Temporada | Seu       | Campió                    | Resultat | Subcampió                 | MVP de la final   | Tercer                | Quart             |                 |
| 1988      | Gant      | Olímpia Milà              | 89-84    | Maccabi Tel Aviv          | Bob McAdoo        | KK Partizan           | Aris Salònica     |                 |
| 1989      | Múnic     | KK Split (Jugoplastika)   | 75-69    | Maccabi Tel Aviv          | Dino Radja        | Aris Salònica         | FC Barcelona      |                 |
| 1990      | Saragossa | KK Split (Jugoplastika)   | 72-67    | FC Barcelona              | Toni Kukoc        | CSP Limoges           | Aris Salònica     |                 |
| 1991      | París     | KK Split (Pop 84)         | 70-65    | FC Barcelona              | Toni Kukoc        | Maccabi Tel Aviv      | VP Pèsaro         |                 |
| 1992      | Istanbul  | Partizan Belgrad          | 71-70    | Club Joventut de Badalona | Predrag Danilovic | Olímpia Milà          | CB Estudiantes    |                 |
| 1993      | Atenes    | CSP Limoges               | 59-55    | Pallacanestro Treviso     | Toni Kukoc        | PAOK Salònica         | Reial Madrid      |                 |
| 1994      | Tel-Aviv  | Club Joventut de Badalona | 59-57    | Olympiacos                | Ferran Martínez   | Panathinaikos         | FC Barcelona      |                 |
| 1995      | Saragossa | Reial Madrid              | 73-61    | Olympiacos                | Arvydas Sabonis   | Panathinaikos         | CSP Limoges       |                 |
| 1996      | París     | Panathinaikos             | 67-66    | FC Barcelona              | Dominique Wilkins | CSKA Moscou           | Reial Madrid      |                 |
| 1997      | Roma      | Olympiacos                | 73-58    | FC Barcelona              | David Rivers      | KK Olimpija           | ASVEL             |                 |
| 1998      | Barcelona | Virtus Bologna            | 58-44    | AEK Athinai               | Zoran Savic       | Pallacanestro Treviso | KK Partizan       |                 |
| 1999      | Múnic     | Žalgiris Kaunas           | 82-74    | Virtus Bolonya            | Tyus Edney        | Olympiacos            | Fortitudo Bolonya |                 |
| 2000      | Salònica  | Panathinaikos             | 73-67    | Maccabi Tel Aviv          | Zeljko Rebraca    | Efes                  | FC Barcelona      |                 |

### 2001: Supralliga FIBA. Final Four
| Temporada | Seu   | Final            | Final    | Final         | Final           |        | Semi-finalistes | Semi-finalistes |
| Temporada | Seu   | Campió           | Resultat | Subcampió     | MVP de la final | Tercer | Quart           |                 |
| 2001      | París | Maccabi Tel Aviv | 81-67    | Panathinaikos | Arriel McDonald | Efes   | CSKA Moscou     |                 |

### 2001: Eurolliga ULEB. Final al millor de cinc partits
| Temporada | Seu             | Campió         | Resultat                           | Finalista      | MVP              |
| --------- | --------------- | -------------- | ---------------------------------- | -------------- | ---------------- |
| 2001      | Bolonya/Vitòria | Virtus Bolonya | 65-78, 94-73, 80-60, 79-96, 82-74. | Saski-Baskonia | Emanuel Ginobili |

### Des de 2002: Eurolliga ULEB. Final Four
| Temporada | Seu                                                                | Final                                                              | Final                                                              | Final                                                              | Final                                                              |                                          | Semi-finalistes                          | Semi-finalistes |
| Temporada | Seu                                                                | Campió                                                             | Resultat                                                           | Subcampió                                                          | MVP de la final                                                    | Tercer                                   | Quart                                    |                 |
| 2002      | Bolonya                                                            | Panathinaikos                                                      | 89-83                                                              | Virtus Bolonya                                                     | Dejan Bodiroga                                                     | Maccabi Tel Aviv i Pallacanestro Treviso | Maccabi Tel Aviv i Pallacanestro Treviso |                 |
| 2003      | Barcelona                                                          | FC Barcelona                                                       | 76-65                                                              | Pallacanestro Treviso                                              | Dejan Bodiroga                                                     | Montepaschi Siena                        | CSKA Moscou                              |                 |
| 2004      | Tel-Aviv                                                           | Maccabi Tel Aviv                                                   | 118-74                                                             | Fortitudo Bolonya                                                  | Anthony Parker                                                     | CSKA Moscou                              | Montepaschi Siena                        |                 |
| 2005      | Moscou                                                             | Maccabi Tel Aviv                                                   | 90-78                                                              | Saski-Baskonia                                                     | Sarunas Jasikevicius                                               | Panathinaikos                            | CSKA Moscou                              |                 |
| 2006      | Praga                                                              | CSKA Moscou                                                        | 73-69                                                              | Maccabi Tel Aviv                                                   | Theódoros Papalukàs                                                | Saski-Baskonia                           | FC Barcelona                             |                 |
| 2007      | Atenes                                                             | Panathinaikos                                                      | 93-91                                                              | CSKA Moscou                                                        | Dimitris Diamandidis                                               | Unicaja Màlaga                           | Saski-Baskonia                           |                 |
| 2008      | Madrid                                                             | CSKA Moscou                                                        | 91-71                                                              | Maccabi Tel Aviv                                                   | Trajan Langdon                                                     | Montepaschi Siena                        | Saski-Baskonia                           |                 |
| 2009      | Berlín                                                             | Panathinaikos                                                      | 73-71                                                              | CSKA Moscou                                                        | Vasílios Spanulis                                                  | FC Barcelona                             | Olympiakos                               |                 |
| 2010      | París                                                              | FC Barcelona                                                       | 86-68                                                              | Olympiacos                                                         | Juan Carlos Navarro                                                | CSKA Moscou                              | Partizan                                 |                 |
| 2011      | Barcelona                                                          | Panathinaikos                                                      | 78-70                                                              | Maccabi Tel Aviv                                                   | Dimitris Diamandidis                                               | Montepaschi Siena                        | Reial Madrid                             |                 |
| 2012      | Istanbul                                                           | Olympiacos                                                         | 62-61                                                              | CSKA Moscou                                                        | Vasílios Spanulis                                                  | FC Barcelona                             | Panathinaikos                            |                 |
| 2013      | Londres                                                            | Olympiacos                                                         | 100-88                                                             | Reial Madrid                                                       | Vasílios Spanulis                                                  | CSKA Moscou                              | FC Barcelona                             |                 |
| 2014      | Milà                                                               | Maccabi Tel Aviv                                                   | 98-86                                                              | Reial Madrid                                                       | Tyrese Rice                                                        | FC Barcelona                             | CSKA Moscou                              |                 |
| 2015      | Madrid                                                             | Reial Madrid                                                       | 78-59                                                              | Olympiacos                                                         | Andrés Nocioni                                                     | CSKA Moscou                              | Fenerbahçe                               |                 |
| 2016      | Berlín                                                             | CSKA Moscou                                                        | 101-96                                                             | Fenerbahçe                                                         | Nando de Colo                                                      | Lokomotiv Kuban                          | Saski-Baskonia                           |                 |
| 2017      | Istanbul                                                           | Fenerbahçe                                                         | 80-64                                                              | Olympiacos                                                         | Ekpe Udoh                                                          | CSKA Moscou                              | Reial Madrid                             |                 |
| 2018      | Belgrad                                                            | Reial Madrid                                                       | 85-80                                                              | Fenerbahçe                                                         | Luka Doncic                                                        | Žalgiris Kaunas                          | CSKA Moscou                              |                 |
| 2019      | Vitòria                                                            | CSKA Moscou                                                        | 91-83                                                              | Anadolu Efes                                                       | Will Clyburn                                                       | Reial Madrid                             | Fenerbahçe                               |                 |
| 2020      | Temporada cancel·lada per la Pandèmia per coronavirus de 2019-2020 | Temporada cancel·lada per la Pandèmia per coronavirus de 2019-2020 | Temporada cancel·lada per la Pandèmia per coronavirus de 2019-2020 | Temporada cancel·lada per la Pandèmia per coronavirus de 2019-2020 | Temporada cancel·lada per la Pandèmia per coronavirus de 2019-2020 |                                          |                                          |                 |
| 2021      | Colònia                                                            | Anadolu Efes                                                       | 86-81                                                              | FC Barcelona                                                       | Vasilije Micić                                                     | Olímpia Milà                             | CSKA Moscou                              |                 |
| 2022      | Belgrad                                                            | Anadolu Efes                                                       | 58-57                                                              | Reial Madrid                                                       | Vasilije Micić                                                     | FC Barcelona                             | Olympiakos                               |                 |
| 2023      | Kaunas                                                             | Reial Madrid                                                       | 78-79                                                              | Olympiacos                                                         | Aleksandar Vezenkov                                                | Mònaco                                   | FC Barcelona                             |                 |
| 2024      | Berlín                                                             | Panathinaikos                                                      | 95-80                                                              | Reial Madrid                                                       | Kostas Sloukas                                                     | Olympiacos                               | Fenerbahçe                               |                 |
| 2025      | Abu Dhabi                                                          | Fenerbahçe                                                         | 81-70                                                              | Mònaco                                                             | Nigel Hayes-Davis                                                  | Olympiacos                               | Panathinaikos                            |                 |

## Palmarès

### Eurolliga (a partir de 2001)
| Equip            | Títols | Anys                                         |
| ---------------- | ------ | -------------------------------------------- |
| Panathinaikos    | 5      | 2001-02, 2006-07, 2008-09, 2010-11 i 2023-24 |
| CSKA Moscou      | 4      | 2005-06, 2007-08, 2015-16 i 2018-19          |
| Maccabi Tel Aviv | 3      | 2003-04, 2004-05 i 2013-14                   |
| Real Madrid CF   | 3      | 2014-15 i 2017-18 i 2022-23                  |
| FC Barcelona     | 2      | 2002-03 i 2009-10                            |
| Olympiacos       | 2      | 2011-12 i 2012-13                            |
| Anadolu Efes     | 2      | 2020-21 i 2021-22                            |
| Fenerbahçe       | 2      | 2016-17 i 2024-25                            |
| Virtus Bologna   | 1      | 2000-01                                      |

### Copa d'Europa (1958-2001)
| Equip                | Títols | Anys                                                                   |
| -------------------- | ------ | ---------------------------------------------------------------------- |
| Real Madrid CF       | 8      | 1963-64, 1964-65, 1966-67, 1967-68, 1973-74, 1977-78, 1979-80, 1994-95 |
| Pallacanestro Varese | 5      | 1969-70, 1971-72, 1972-73, 1974-75 i 1975-76                           |
| CSKA Moscou          | 4      | 1960-61, 1962-63, 1968-69 i 1970-71                                    |
| ASK Riga             | 3      | 1957-58, 1958-59 i 1959-60                                             |
| Olimpia Milano       | 3      | 1965-66, 1986-87 i 1987-88                                             |
| KK Split             | 3      | 1988-89, 1989-90 i 1990-91                                             |
| Maccabi Tel Aviv     | 3      | 1976-77, 1980-81 i 2000-01                                             |
| KK Cibona            | 2      | 1984-85 i 1985-86                                                      |
| Pallacanestro Cantú  | 2      | 1981-82 i 1982-83                                                      |
| Panathinaikos        | 2      | 1995-96 i 1999-00                                                      |
| KK Bosna             | 1      | 1978-79                                                                |
| FC Dinamo Tbilisi    | 1      | 1961-62                                                                |
| Olympiacos           | 1      | 1996-97                                                                |
| Virtus Roma          | 1      | 1983-84                                                                |
| Zalgiris Kaunas      | 1      | 1998-99                                                                |
| Joventut Badalona    | 1      | 1993-94                                                                |
| CSP Limoges          | 1      | 1992-93                                                                |
| KK Partizan          | 1      | 1991-92                                                                |
| Virtus Bologna       | 1      | 1987-88                                                                |

### Total: Copa d'Europa i Eurolliga
| Equip                | Títols | Anys                                                                                               |
| -------------------- | ------ | -------------------------------------------------------------------------------------------------- |
| Real Madrid CF       | 11     | 1963-64, 1964-65, 1966-67, 1967-68, 1973-74, 1977-78, 1979-80, 1994-95, 2014-15, 2017-18 i 2022-23 |
| CSKA Moscou          | 8      | 1960-61, 1962-63, 1968-69, 1970-71, 2005-06, 2007-08, 2015-16 i 2018-19                            |
| Panathinaikos        | 7      | 1995-96, 1999-00, 2001-02, 2006-07, 2008-09, 2010-11 i 2023-24                                     |
| Maccabi Tel Aviv     | 6      | 1976-77, 1980-81, 2000-01, 2003-04, 2004-05 i 2013-14                                              |
| Pallacanestro Varese | 5      | 1969-70, 1971-72, 1972-73, 1974-75 i 1975-76                                                       |
| ASK Riga             | 3      | 1957-58, 1958-59 i 1959-60                                                                         |
| Olimpia Milano       | 3      | 1965-66, 1986-87 i 1987-88                                                                         |
| KK Split             | 3      | 1988-89, 1989-90 i 1990-91                                                                         |
| Olympiacos           | 3      | 1996-97, 2011-12 i 2012-13                                                                         |
| Pallacanestro Cantú  | 2      | 1981-82 i 1982-83                                                                                  |
| KK Cibona            | 2      | 1984-85 i 1985-86                                                                                  |
| Virtus Bologna       | 2      | 1987-88 i 2000-01                                                                                  |
| FC Barcelona         | 2      | 2002-03 i 2009-10                                                                                  |
| Anadolu Efes         | 2      | 2020-21 i 2021-22                                                                                  |
| Fenerbahçe           | 2      | 2016-17 i 2024-25                                                                                  |
| FC Dinamo Tbilisi    | 1      | 1961-62                                                                                            |
| KK Bosna             | 1      | 1978-79                                                                                            |
| Virtus Roma          | 1      | 1983-84                                                                                            |
| KK Partizan          | 1      | 1991-92                                                                                            |
| CSP Limoges          | 1      | 1992-93                                                                                            |
| Joventut Badalona    | 1      | 1993-94                                                                                            |
| Zalgiris Kaunas      | 1      | 1998-99                                                                                            |

### Palmarès per entrenadors (a partir de 2001)
| Entrenador           | Títols | Anys                                        |
| -------------------- | ------ | ------------------------------------------- |
| Zeljko Obradovic     | 5      | 2001-02, 2006-07, 2008-09, 2010-11, 2016-17 |
| Ettore Messina       | 3      | 2000-01, 2005-06 i 2007-08                  |
| Ergin Ataman         | 3      | 2020-21, 2021-22 i 2023-24                  |
| Pini Gershon         | 2      | 2003-04 i 2004-05                           |
| Pablo Laso           | 2      | 2014-15 i 2017-18                           |
| Dimitris Itoudis     | 2      | 2015-16 i 2018-19                           |
| Svetislav Pešić      | 1      | 2002-03                                     |
| Xavier Pascual       | 1      | 2009-10                                     |
| Dušan Ivković        | 1      | 2011-12                                     |
| Georgios Bartzokas   | 1      | 2012-13                                     |
| David Blatt          | 1      | 2013-14                                     |
| Chus Mateo           | 1      | 2022-23                                     |
| Šarūnas Jasikevičius | 1      | 2024-25                                     |

## Història Final Four
La temporada 2000-01 es disputaren 2 competicionsː La SuproLeague i l'Eurolliga. Com que l'Eurolliga es va disputar sense Final Four, per a la temporada 2000-01 es mostren a la taula les dades referents a la SuproLeague, que sí va tenir Final Four. La temporada 2019-20 es va anul·lar per la pandèmia de COVID-19.
|                   | 87-88 | 88-89 | 89-90 | 90-91 | 91-92 | 92-93 | 93-94 | 94-95 | 95-96 | 96-97 | 97-98 | 98-99 | 99-00 | 00-01 | 01-02 | 02-03 | 03-04 | 04-05 | 05-06 | 06-07 | 07-08 | 08-09 | 09-10 | 10-11 | 11-12 | 12-13 | 13-14 | 14-15 | 15-16 | 16-17 | 17-18 | 18-19 | 20-21 | 21-22 | 22-23 | 23-24 | 24-25 |
| ----------------- | ----- | ----- | ----- | ----- | ----- | ----- | ----- | ----- | ----- | ----- | ----- | ----- | ----- | ----- | ----- | ----- | ----- | ----- | ----- | ----- | ----- | ----- | ----- | ----- | ----- | ----- | ----- | ----- | ----- | ----- | ----- | ----- | ----- | ----- | ----- | ----- | ----- |
| CSKA Moscou       |       |       |       |       |       |       |       |       | 3r    |       |       |       |       | 4t    |       | 4t    | 3r    | 4t    | C     | SC    | C     | SC    | 3r    |       | SC    | 3r    | 4t    | 3r    | C     | 3r    | 4t    | C     | 4t    |       |       |       |       |
| FC Barcelona      |       | 4t    | SC    | SC    |       |       | 4t    |       | SC    | SC    |       |       | 4t    |       |       | C     |       |       | 4t    |       |       | 3r    | C     |       | 3r    | 4t    | 3r    |       |       |       |       |       | SC    | 3r    | 4t    |       |       |
| Real Madrid CF    |       |       |       |       |       | 4t    |       | C     | 4t    |       |       |       |       |       |       |       |       |       |       |       |       |       |       | 4t    |       | SC    | SC    | C     |       | 4t    | C     | 3r    |       | SC    | C     | SC    |       |
| Olympiacos        |       |       |       |       |       |       | SC    | SC    |       | C     |       | 3r    |       |       |       |       |       |       |       |       |       | 4t    | SC    |       | C     | C     |       | SC    |       | SC    |       |       |       | 4t    | SC    | 3r    | 3r    |
| Panathinaikos     |       |       |       |       |       |       | 3r    | 3r    | C     |       |       |       | C     | SC    | C     |       |       | 3r    |       | C     |       | C     |       | C     | 4t    |       |       |       |       |       |       |       |       |       |       | C     | 4t    |
| Maccabi Tel Aviv  | SC    | SC    |       | 3r    |       |       |       |       |       |       |       |       | SC    | C     | SF    |       | C     | C     | SC    |       | SC    |       |       | SC    |       |       | C     |       |       |       |       |       |       |       |       |       |       |
| Fenerbahçe        |       |       |       |       |       |       |       |       |       |       |       |       |       |       |       |       |       |       |       |       |       |       |       |       |       |       |       | 4t    | SC    | C     | SC    | 4t    |       |       |       | 4t    | C     |
| Efes Pilsen SK    |       |       |       |       |       |       |       |       |       |       |       |       | 3r    | 3r    |       |       |       |       |       |       |       |       |       |       |       |       |       |       |       |       |       | SC    | C     | C     |       |       |       |
| Saski-Baskonia    |       |       |       |       |       |       |       |       |       |       |       |       |       |       |       |       |       | SC    | 3r    | 4t    | 4t    |       |       |       |       |       |       |       | 4t    |       |       |       |       |       |       |       |       |
| KK Partizan       | 3r    |       |       |       | C     |       |       |       |       |       | 4t    |       |       |       |       |       |       |       |       |       |       |       | 4t    |       |       |       |       |       |       |       |       |       |       |       |       |       |       |
| AP Treviso        |       |       |       |       |       | SC    |       |       |       |       | 3r    |       |       |       | SF    | SC    |       |       |       |       |       |       |       |       |       |       |       |       |       |       |       |       |       |       |       |       |       |
| Montepaschi Siena |       |       |       |       |       |       |       |       |       |       |       |       |       |       |       | 3r    | 4t    |       |       |       | 3r    |       |       | 3r    |       |       |       |       |       |       |       |       |       |       |       |       |       |
| KK Split          |       | C     | C     | C     |       |       |       |       |       |       |       |       |       |       |       |       |       |       |       |       |       |       |       |       |       |       |       |       |       |       |       |       |       |       |       |       |       |
| Virtus Bologna    |       |       |       |       |       |       |       |       |       |       | C     | SC    |       |       | SC    |       |       |       |       |       |       |       |       |       |       |       |       |       |       |       |       |       |       |       |       |       |       |
| CSP Limoges       |       |       | 3r    |       |       | C     |       | 4t    |       |       |       |       |       |       |       |       |       |       |       |       |       |       |       |       |       |       |       |       |       |       |       |       |       |       |       |       |       |
| Olímpia Milà      | C     |       |       |       | 3r    |       |       |       |       |       |       |       |       |       |       |       |       |       |       |       |       |       |       |       |       |       |       |       |       |       |       |       | 3r    |       |       |       |       |
| Aris Salònica     | 4t    | 3r    | 4t    |       |       |       |       |       |       |       |       |       |       |       |       |       |       |       |       |       |       |       |       |       |       |       |       |       |       |       |       |       |       |       |       |       |       |
| Joventut Badalona |       |       |       |       | SC    |       | C     |       |       |       |       |       |       |       |       |       |       |       |       |       |       |       |       |       |       |       |       |       |       |       |       |       |       |       |       |       |       |
| Žalgiris Kaunas   |       |       |       |       |       |       |       |       |       |       |       | C     |       |       |       |       |       |       |       |       |       |       |       |       |       |       |       |       |       |       | 3r    |       |       |       |       |       |       |
| FP Bologna        |       |       |       |       |       |       |       |       |       |       |       | 4t    |       |       |       |       | SC    |       |       |       |       |       |       |       |       |       |       |       |       |       |       |       |       |       |       |       |       |
| Mònaco            |       |       |       |       |       |       |       |       |       |       |       |       |       |       |       |       |       |       |       |       |       |       |       |       |       |       |       |       |       |       |       |       |       |       | 3r    |       | SC    |
| AEK Athinai       |       |       |       |       |       |       |       |       |       |       | SC    |       |       |       |       |       |       |       |       |       |       |       |       |       |       |       |       |       |       |       |       |       |       |       |       |       |       |
| Lokomotiv Kuban   |       |       |       |       |       |       |       |       |       |       |       |       |       |       |       |       |       |       |       |       |       |       |       |       |       |       |       |       | 3r    |       |       |       |       |       |       |       |       |
| Unicaja Màlaga    |       |       |       |       |       |       |       |       |       |       |       |       |       |       |       |       |       |       |       | 3r    |       |       |       |       |       |       |       |       |       |       |       |       |       |       |       |       |       |
| KK Olimpija       |       |       |       |       |       |       |       |       |       | 3r    |       |       |       |       |       |       |       |       |       |       |       |       |       |       |       |       |       |       |       |       |       |       |       |       |       |       |       |
| ASVEL             |       |       |       |       |       |       |       |       |       | 4t    |       |       |       |       |       |       |       |       |       |       |       |       |       |       |       |       |       |       |       |       |       |       |       |       |       |       |       |
| PAOK Salònica     |       |       |       |       |       | 3r    |       |       |       |       |       |       |       |       |       |       |       |       |       |       |       |       |       |       |       |       |       |       |       |       |       |       |       |       |       |       |       |
| CB Estudiantes    |       |       |       |       | 4t    |       |       |       |       |       |       |       |       |       |       |       |       |       |       |       |       |       |       |       |       |       |       |       |       |       |       |       |       |       |       |       |       |
| VP Pèsaro         |       |       |       | 4t    |       |       |       |       |       |       |       |       |       |       |       |       |       |       |       |       |       |       |       |       |       |       |       |       |       |       |       |       |       |       |       |       |       |

C=campió - SC=Subcampió - SF=Semifinalista - FF=Final Four - NF=No finalista
Cal destacar que a la següent taula hi recollim totes les dades de final fours disputades, i per tant, l'Eurolliga de 2000-2001 jugada a playoffs de doble partit no està recollida en aquesta taula per cap dels equips.
|                   | FF | C | SC | NF | % C/FF | % C/F | Última FF | Última final | Últim títol | Observacions                        |
| ----------------- | -- | - | -- | -- | ------ | ----- | --------- | ------------ | ----------- | ----------------------------------- |
| CSKA Moscou       | 19 | 4 | 3  | 12 | 21,1   | 57,1  | 2021      | 2019         | 2019        | Més final four i més FF sense final |
| FC Barcelona      | 17 | 2 | 5  | 10 | 11,8   | 28,6  | 2023      | 2021         | 2010        |                                     |
| Olympiacos        | 14 | 3 | 6  | 5  | 21,4   | 33,3  | 2025      | 2023         | 2013        | Més subcampionats                   |
| Panathinaikos     | 13 | 7 | 1  | 5  | 53,8   | 87,5  | 2025      | 2024         | 2024        | Més títols                          |
| Real Madrid CF    | 13 | 4 | 4  | 5  | 30,8   | 50    | 2024      | 2024         | 2023        |                                     |
| Maccabi Tel Aviv  | 12 | 4 | 6  | 2  | 33,3   | 40    | 2014      | 2014         | 2014        | Més subcampionats                   |
| Fenerbahçe        | 7  | 2 | 2  | 3  | 28,6   | 50    | 2025      | 2025         | 2025        |                                     |
| Efes Pilsen SK    | 5  | 2 | 1  | 2  | 40     | 66,6  | 2022      | 2022         | 2022        |                                     |
| Saski-Baskonia    | 5  |   | 1  | 4  |        |       | 2016      | 2005         |             | Més FF sense títol                  |
| KK Partizan       | 4  | 1 |    | 3  | 25     | 100   | 2010      | 1992         | 1992        |                                     |
| AP Treviso        | 4  |   | 2  | 2  |        |       | 2003      | 2003         |             | Més finals perdudes sense títol     |
| Montepaschi Siena | 4  |   |    | 4  |        |       | 2011      |              |             | Més FF sense arribar mai a la final |
| KK Split          | 3  | 3 |    |    | 100    | 100   | 1991      | 1991         | 1991        | Únic amb totes les FF guanyades (3) |
| Virtus Bolonya    | 3  | 1 | 2  |    | 33,3   | 33,3  | 2002      | 2002         | 1998        |                                     |
| CSP Limoges       | 3  | 1 |    | 2  | 33,3   | 100   | 1995      | 1993         | 1993        |                                     |
| Olímpia Milà      | 3  | 1 |    | 2  | 33,3   | 100   | 2021      | 1988         | 1988        |                                     |
| Aris Salònica     | 3  |   |    | 3  |        |       | 1990      |              |             |                                     |
| Joventut Badalona | 2  | 1 | 1  |    | 50     | 50    | 1994      | 1994         | 1994        |                                     |
| Žalgiris Kaunas   | 2  | 1 |    | 1  | 50     | 100   | 2018      | 1999         | 1999        |                                     |
| FP Bologna        | 2  |   | 1  | 1  |        |       | 2004      | 2004         |             |                                     |
| Mònaco            | 2  |   | 1  | 1  |        |       | 2025      | 2025         |             |                                     |
| AEK Athinai       | 1  |   | 1  |    |        |       | 1998      | 1998         |             | Únic amb 1 FF i finalista           |
| Lokomotiv Kuban   | 1  |   |    | 1  |        |       | 2016      |              |             |                                     |
| Unicaja Màlaga    | 1  |   |    | 1  |        |       | 2007      |              |             |                                     |
| KK Olimpija       | 1  |   |    | 1  |        |       | 1997      |              |             |                                     |
| ASVEL             | 1  |   |    | 1  |        |       | 1997      |              |             |                                     |
| PAOK Salònica     | 1  |   |    | 1  |        |       | 1993      |              |             |                                     |
| CB Estudiantes    | 1  |   |    | 1  |        |       | 1992      |              |             |                                     |
| VP Pèsaro         | 1  |   |    | 1  |        |       | 1991      |              |             |                                     |

FF = Nombre de finals four disputades - C = Títols - SC = Subcampionats - NF = Finals four on no jugaren la final - C/FF = Percentatge de títols sobre finals four - C/F = Percentatge de títols sobre finals